# Liga Mistrzyń siatkarek (2011/2012)
Liga Mistrzyń 2011/2012 (oficjalna nazwa Indesit European Champions League) – 12. sezon Ligi Mistrzyń rozgrywanej od 2011 roku, organizowanego przez Europejską Konfederację Piłki Siatkowej (CEV) w ramach europejskich pucharów dla żeńskich klubowych zespołów siatkarskich "starego kontynentu".

## Drużyny uczestniczące
- Scavolini Pesaro
- MC-Carnaghi Villa Cortese
- Volley Bergamo
- Dinamo Kazań
- Dinamo Moskwa
- RC Cannes
- ASPTT Miluza
- Atom Trefl Sopot
- Bank BPS Muszynianka Fakro Muszyna
- Fenerbahçe Stambuł
- Vakifbank TTelekom Stambuł
- Eczacıbaşı VitrA Stambuł
- Schweriner SC
- Dresdner SC
- Telecom Baku
- Azerrail Baku
- Tomis Konstanca
- VK Modřanská Prostějov
- Voléro Zurych
- Crvena Zvezda Belgrad

## Rozgrywki

### Faza grupowa
awans do play-off
     gospodarz turnieju finałowego

#### Grupa A
Tabela
| Lp. | Drużyna                   | Pkt | Mecze | Mecze   | Mecze   | Sety | Sety | Sety  | Małe punkty | Małe punkty | Małe punkty |
| Lp. | Drużyna                   | Pkt | M     | W (3:2) | P (2:3) | wyg. | prz. | ratio | zdob.       | str.        | ratio       |
| --- | ------------------------- | --- | ----- | ------- | ------- | ---- | ---- | ----- | ----------- | ----------- | ----------- |
| 1   | RC Cannes                 | 17  | 6     | 6 (1)   | 0 (0)   | 18   | 5    | 3.600 | 548         | 456         | 1.202       |
| 2   | Eczacıbaşı VitrA Stambuł  | 10  | 6     | 4 (2)   | 2 (0)   | 14   | 12   | 1.167 | 583         | 553         | 1.054       |
| 3   | MC-Carnaghi Villa Cortese | 8   | 6     | 2 (0)   | 4 (2)   | 12   | 13   | 0.923 | 524         | 542         | 0.967       |
| 4   | Schweriner SC             | 1   | 6     | 0 (0)   | 6 (1)   | 4    | 18   | 0.222 | 426         | 530         | 0.804       |

Źródło: cev.lu
Punktacja: 3:0 i 3:1 – 3 pkt; 3:2 – 2 pkt; 2:3 – 1 pkt; 1:3 i 0:3 – 0 pkt
Zasady ustalania kolejności: 1. liczba punktów; 2. stosunek setów; 3. stosunek małych punktów; 4. bilans w bezpośrednich meczach
Wyniki
| Data       | Drużyna 1                 | Wynik | Drużyna 2                 | 1     | 2     | 3     | 4     | 5     | * |
| ---------- | ------------------------- | ----- | ------------------------- | ----- | ----- | ----- | ----- | ----- | - |
| 29.11.2011 | Schweriner SC             | 1:3   | Eczacıbaşı VitrA Stambuł  | 25:18 | 14:25 | 22:25 | 20:25 |       |   |
| 30.11.2011 | RC Cannes                 | 3:1   | MC-Carnaghi Villa Cortese | 25:21 | 25:20 | 23:25 | 25:21 |       |   |
| 06.12.2011 | Eczacıbaşı VitrA Stambuł  | 1:3   | RC Cannes                 | 25:23 | 23:25 | 18:25 | 20:25 |       |   |
| 06.12.2011 | MC-Carnaghi Villa Cortese | 3:1   | Schweriner SC             | 21:25 | 25:21 | 25:17 | 25:15 |       |   |
| 14.12.2011 | MC-Carnaghi Villa Cortese | 2:3   | Eczacıbaşı VitrA Stambuł  | 25:16 | 14:25 | 25:23 | 19:25 | 13:15 |   |
| 15.12.2011 | RC Cannes                 | 3:0   | Schweriner SC             | 25:11 | 25:14 | 25:15 |       |       |   |
| 20.12.2011 | Schweriner SC             | 0:3   | RC Cannes                 | 21:25 | 20:25 | 17:25 |       |       |   |
| 22.12.2011 | Eczacıbaşı VitrA Stambuł  | 3:1   | MC-Carnaghi Villa Cortese | 25:14 | 25:13 | 22:25 | 25:20 |       |   |
| 10.01.2012 | Schweriner SC             | 0:3   | MC-Carnaghi Villa Cortese | 21:25 | 22:25 | 17:25 |       |       |   |
| 11.01.2012 | RC Cannes                 | 3:1   | Eczacıbaşı VitrA Stambuł  | 25:22 | 25:19 | 22:25 | 25:21 |       |   |
| 17.01.2012 | Eczacıbaşı VitrA Stambuł  | 3:2   | Schweriner SC             | 29:31 | 25:20 | 25:21 | 22:25 | 15:12 |   |
| 17.01.2012 | MC-Carnaghi Villa Cortese | 2:3   | RC Cannes                 | 16:25 | 26:24 | 22:25 | 25:16 | 9:15  |   |

#### Grupa B
Tabela
| Lp. | Drużyna            | Pkt | Mecze | Mecze   | Mecze   | Sety | Sety | Sety  | Małe punkty | Małe punkty | Małe punkty |
| Lp. | Drużyna            | Pkt | M     | W (3:2) | P (2:3) | wyg. | prz. | ratio | zdob.       | str.        | ratio       |
| --- | ------------------ | --- | ----- | ------- | ------- | ---- | ---- | ----- | ----------- | ----------- | ----------- |
| 1   | Fenerbahçe Stambuł | 15  | 6     | 5 (0)   | 1 (0)   | 16   | 4    | 4.000 | 489         | 407         | 1.201       |
| 2   | Telecom Baku       | 15  | 6     | 5 (0)   | 1 (0)   | 15   | 4    | 3.750 | 467         | 382         | 1.223       |
| 3   | Dresdner SC        | 3   | 6     | 1 (0)   | 5 (0)   | 5    | 15   | 0.333 | 415         | 463         | 0.896       |
| 4   | ASPTT Miluza       | 3   | 6     | 1 (0)   | 5 (0)   | 3    | 16   | 0.188 | 346         | 465         | 0.744       |

Źródło: cev.lu
Punktacja: 3:0 i 3:1 – 3 pkt; 3:2 – 2 pkt; 2:3 – 1 pkt; 1:3 i 0:3 – 0 pkt
Zasady ustalania kolejności: 1. liczba punktów; 2. stosunek setów; 3. stosunek małych punktów; 4. bilans w bezpośrednich meczach
Wyniki
| Data       | Drużyna 1          | Wynik | Drużyna 2          | 1     | 2     | 3     | 4     | 5 | * |
| ---------- | ------------------ | ----- | ------------------ | ----- | ----- | ----- | ----- | - | - |
| 30.11.2011 | Fenerbahçe Stambuł | 3:0   | Dresdner SC        | 25:16 | 25:19 | 25:21 |       |   |   |
| 01.12.2011 | Telecom Baku       | 3:0   | ASPTT Miluza       | 25:15 | 25:13 | 25:21 |       |   |   |
| 06.12.2011 | ASPTT Miluza       | 0:3   | Fenerbahçe Stambuł | 20:25 | 19:25 | 18:25 |       |   |   |
| 07.12.2011 | Dresdner SC        | 0:3   | Telecom Baku       | 22:25 | 19:25 | 21:25 |       |   |   |
| 14.12.2011 | Dresdner SC        | 1:3   | ASPTT Miluza       | 25:15 | 20:25 | 22:25 | 23:25 |   |   |
| 15.12.2011 | Fenerbahçe Stambuł | 3:0   | Telecom Baku       | 25:20 | 29:27 | 25:18 |       |   |   |
| 20.12.2011 | Telecom Baku       | 3:1   | Fenerbahçe Stambuł | 25:27 | 27:25 | 25:20 | 25:17 |   |   |
| 20.12.2011 | ASPTT Miluza       | 0:3   | Dresdner SC        | 23:25 | 18:25 | 11:25 |       |   |   |
| 10.01.2012 | Telecom Baku       | 3:0   | Dresdner SC        | 25:17 | 25:17 | 25:16 |       |   |   |
| 11.01.2012 | Fenerbahçe Stambuł | 3:0   | ASPTT Miluza       | 25:17 | 25:16 | 25:12 |       |   |   |
| 17.01.2012 | Dresdner SC        | 1:3   | Fenerbahçe Stambuł | 23:25 | 25:21 | 15:25 | 19:25 |   |   |
| 17.01.2012 | ASPTT Miluza       | 0:3   | Telecom Baku       | 16:25 | 20:25 | 17:25 |       |   |   |

#### Grupa C
Tabela
| Lp. | Drużyna                | Pkt | Mecze | Mecze   | Mecze   | Sety | Sety | Sety  | Małe punkty | Małe punkty | Małe punkty |
| Lp. | Drużyna                | Pkt | M     | W (3:2) | P (2:3) | wyg. | prz. | ratio | zdob.       | str.        | ratio       |
| --- | ---------------------- | --- | ----- | ------- | ------- | ---- | ---- | ----- | ----------- | ----------- | ----------- |
| 1   | Dinamo Kazań           | 14  | 6     | 5 (1)   | 1 (0)   | 16   | 7    | 2.286 | 531         | 475         | 1.118       |
| 2   | Atom Trefl Sopot       | 10  | 6     | 4 (2)   | 2 (0)   | 12   | 10   | 1.200 | 477         | 454         | 1.051       |
| 3   | Voléro Zurych          | 8   | 6     | 2 (0)   | 4 (2)   | 12   | 13   | 0.923 | 518         | 534         | 0.970       |
| 4   | VK Modřanská Prostějov | 4   | 6     | 1 (0)   | 5 (1)   | 6    | 16   | 0.375 | 444         | 507         | 0.876       |

Źródło: cev.lu
Punktacja: 3:0 i 3:1 – 3 pkt; 3:2 – 2 pkt; 2:3 – 1 pkt; 1:3 i 0:3 – 0 pkt
Zasady ustalania kolejności: 1. liczba punktów; 2. stosunek setów; 3. stosunek małych punktów; 4. bilans w bezpośrednich meczach
Wyniki
| Data       | Drużyna 1              | Wynik | Drużyna 2              | 1     | 2     | 3     | 4     | 5     | * |
| ---------- | ---------------------- | ----- | ---------------------- | ----- | ----- | ----- | ----- | ----- | - |
| 30.11.2011 | Dinamo Kazań           | 3:2   | VK Modřanská Prostějov | 23:25 | 20:25 | 25:18 | 25:15 | 15:11 |   |
| 30.11.2011 | Voléro Zurych          | 2:3   | Atom Trefl Sopot       | 25:19 | 25:14 | 14:25 | 15:25 | 9:15  |   |
| 07.12.2011 | VK Modřanská Prostějov | 1:3   | Voléro Zurych          | 21:25 | 12:25 | 25:15 | 15:25 |       |   |
| 07.12.2011 | Atom Trefl Sopot       | 0:3   | Dinamo Kazań           | 15:25 | 19:25 | 23:25 |       |       |   |
| 13.12.2011 | Atom Trefl Sopot       | 3:0   | VK Modřanská Prostějov | 25:21 | 25:14 | 25:20 |       |       |   |
| 15.12.2011 | Voléro Zurych          | 1:3   | Dinamo Kazań           | 25:22 | 23:25 | 22:25 | 18:25 |       |   |
| 21.12.2011 | VK Modřanská Prostějov | 0:3   | Atom Trefl Sopot       | 21:25 | 25:27 | 17:25 |       |       |   |
| 21.12.2011 | Dinamo Kazań           | 3:1   | Voléro Zurych          | 25:16 | 19:25 | 25:20 | 25:18 |       |   |
| 11.01.2012 | Dinamo Kazań           | 3:0   | Atom Trefl Sopot       | 25:21 | 25:16 | 25:23 |       |       |   |
| 11.01.2012 | Voléro Zurych          | 3:0   | VK Modřanská Prostějov | 25:21 | 25:21 | 25:20 |       |       |   |
| 17.01.2012 | VK Modřanská Prostějov | 3:1   | Dinamo Kazań           | 25:18 | 25:20 | 22:25 | 25:19 |       |   |
| 17.01.2012 | Atom Trefl Sopot       | 3:2   | Voléro Zurych          | 25:16 | 23:25 | 25:22 | 22:25 | 15:10 |   |

#### Grupa D
Tabela
| Lp. | Drużyna                    | Pkt | Mecze | Mecze   | Mecze   | Sety | Sety | Sety  | Małe punkty | Małe punkty | Małe punkty |
| Lp. | Drużyna                    | Pkt | M     | W (3:2) | P (2:3) | wyg. | prz. | ratio | zdob.       | str.        | ratio       |
| --- | -------------------------- | --- | ----- | ------- | ------- | ---- | ---- | ----- | ----------- | ----------- | ----------- |
| 1   | Vakifbank TTelekom Stambuł | 14  | 6     | 5 (1)   | 1 (0)   | 15   | 6    | 2.500 | 492         | 419         | 1.174       |
| 2   | Azerrail Baku              | 13  | 6     | 4 (0)   | 2 (1)   | 15   | 7    | 2.143 | 511         | 472         | 1.083       |
| 3   | Volley Bergamo             | 7   | 6     | 2 (0)   | 4 (1)   | 10   | 13   | 0.769 | 486         | 509         | 0.955       |
| 4   | Tomis Konstanca            | 2   | 6     | 1 (1)   | 5 (0)   | 3    | 17   | 0.176 | 392         | 481         | 0.815       |

Źródło: cev.lu
Punktacja: 3:0 i 3:1 – 3 pkt; 3:2 – 2 pkt; 2:3 – 1 pkt; 1:3 i 0:3 – 0 pkt
Zasady ustalania kolejności: 1. liczba punktów; 2. stosunek setów; 3. stosunek małych punktów; 4. bilans w bezpośrednich meczach
Wyniki
| Data       | Drużyna 1                  | Wynik | Drużyna 2                  | 1     | 2     | 3     | 4     | 5     | * |
| ---------- | -------------------------- | ----- | -------------------------- | ----- | ----- | ----- | ----- | ----- | - |
| 29.11.2011 | Tomis Konstanca            | 0:3   | Azerrail Baku              | 19:25 | 18:25 | 22:25 |       |       |   |
| 30.11.2011 | Volley Bergamo             | 0:3   | Vakifbank TTelekom Stambuł | 14:25 | 20:25 | 17:25 |       |       |   |
| 07.12.2011 | Azerrail Baku              | 3:1   | Volley Bergamo             | 25:15 | 25:19 | 22:25 | 25:22 |       |   |
| 08.12.2011 | Vakifbank TTelekom Stambuł | 3:0   | Tomis Konstanca            | 25:20 | 25:19 | 25:16 |       |       |   |
| 13.12.2011 | Tomis Konstanca            | 3:2   | Volley Bergamo             | 25:19 | 18:25 | 17:25 | 26:24 | 15:11 |   |
| 14.12.2011 | Azerrail Baku              | 3:0   | Vakifbank TTelekom Stambuł | 25:23 | 25:21 | 26:24 |       |       |   |
| 20.12.2011 | Vakifbank TTelekom Stambuł | 3:2   | Azerrail Baku              | 21:25 | 25:14 | 25:23 | 20:25 | 15:12 |   |
| 22.12.2011 | Volley Bergamo             | 3:0   | Tomis Konstanca            | 25:11 | 25:23 | 25:22 |       |       |   |
| 10.01.2012 | Tomis Konstanca            | 0:3   | Vakifbank TTelekom Stambuł | 18:25 | 19:25 | 23:25 |       |       |   |
| 12.01.2012 | Volley Bergamo             | 3:1   | Azerrail Baku              | 25:23 | 25:18 | 22:25 | 25:21 |       |   |
| 17.01.2012 | Azerrail Baku              | 3:0   | Tomis Konstanca            | 25:20 | 25:16 | 27:25 |       |       |   |
| 17.01.2012 | Vakifbank TTelekom Stambuł | 3:1   | Volley Bergamo             | 25:13 | 25:20 | 18:25 | 25:20 |       |   |

#### Grupa E
Tabela
| Lp. | Drużyna                   | Pkt | Mecze | Mecze   | Mecze   | Sety | Sety | Sety  | Małe punkty | Małe punkty | Małe punkty |
| Lp. | Drużyna                   | Pkt | M     | W (3:2) | P (2:3) | wyg. | prz. | ratio | zdob.       | str.        | ratio       |
| --- | ------------------------- | --- | ----- | ------- | ------- | ---- | ---- | ----- | ----------- | ----------- | ----------- |
| 1   | Dinamo Moskwa             | 13  | 6     | 4 (0)   | 2 (1)   | 14   | 8    | 1.750 | 499         | 455         | 1.097       |
| 2   | Scavolini Pesaro          | 12  | 6     | 4 (0)   | 2 (0)   | 13   | 6    | 2.167 | 453         | 411         | 1.102       |
| 3   | Muszynianka Fakro Muszyna | 11  | 6     | 4 (1)   | 2 (0)   | 13   | 10   | 1.300 | 534         | 490         | 1.090       |
| 4   | Crvena Zvezda Belgrad     | 0   | 6     | 0 (0)   | 6 (0)   | 2    | 18   | 0.111 | 367         | 497         | 0.738       |

Źródło: cev.lu
Punktacja: 3:0 i 3:1 – 3 pkt; 3:2 – 2 pkt; 2:3 – 1 pkt; 1:3 i 0:3 – 0 pkt
Zasady ustalania kolejności: 1. liczba punktów; 2. stosunek setów; 3. stosunek małych punktów; 4. bilans w bezpośrednich meczach
Wyniki
| Data       | Drużyna 1                 | Wynik | Drużyna 2                 | 1     | 2     | 3     | 4     | 5    | * |
| ---------- | ------------------------- | ----- | ------------------------- | ----- | ----- | ----- | ----- | ---- | - |
| 30.11.2011 | Muszynianka Fakro Muszyna | 3:0   | Crvena Zvezda Belgrad     | 25:17 | 25:23 | 25:18 |       |      |   |
| 01.12.2011 | Scavolini Pesaro          | 3:0   | Dinamo Moskwa             | 25:21 | 25:17 | 25:19 |       |      |   |
| 07.12.2011 | Crvena Zvezda Belgrad     | 0:3   | Scavolini Pesaro          | 10:25 | 23:25 | 13:25 |       |      |   |
| 08.12.2011 | Dinamo Moskwa             | 2:3   | Muszynianka Fakro Muszyna | 25:23 | 26:28 | 25:15 | 15:25 | 8:15 |   |
| 14.12.2011 | Dinamo Moskwa             | 3:0   | Crvena Zvezda Belgrad     | 25:17 | 25:14 | 25:19 |       |      |   |
| 15.12.2011 | Scavolini Pesaro          | 1:3   | Muszynianka Fakro Muszyna | 22:25 | 20:25 | 26:24 | 20:25 |      |   |
| 21.12.2011 | Crvena Zvezda Belgrad     | 1:3   | Dinamo Moskwa             | 18:25 | 25:23 | 21:25 | 14:25 |      |   |
| 21.12.2011 | Muszynianka Fakro Muszyna | 0:3   | Scavolini Pesaro          | 23:25 | 22:25 | 26:28 |       |      |   |
| 11.01.2012 | Muszynianka Fakro Muszyna | 1:3   | Dinamo Moskwa             | 22:25 | 19:25 | 25:19 | 18:25 |      |   |
| 12.01.2012 | Scavolini Pesaro          | 3:0   | Crvena Zvezda Belgrad     | 25:23 | 25:17 | 25:22 |       |      |   |
| 17.01.2012 | Crvena Zvezda Belgrad     | 1:3   | Muszynianka Fakro Muszyna | 15:25 | 15:25 | 26:24 | 17:25 |      |   |
| 17.01.2012 | Dinamo Moskwa             | 3:0   | Scavolini Pesaro          | 26:24 | 25:18 | 25:20 |       |      |   |

### Play-off

#### 1/8 finału
| Data       | Drużyna 1                 | Wynik | Drużyna 2                  | 1     | 2     | 3     | 4     | 5      | * |
| ---------- | ------------------------- | ----- | -------------------------- | ----- | ----- | ----- | ----- | ------ | - |
| 01.02.2012 | VK Modřanská Prostějov    | 1:3   | Fenerbahçe Stambuł         | 25:23 | 23:25 | 17:25 | 16:25 |        |   |
| 08.02.2012 | VK Modřanská Prostějov    | 0:3   | Fenerbahçe Stambuł         | 25:27 | 19:25 | 14:25 |       |        |   |
| 01.02.2012 | Atom Trefl Sopot          | 3:1   | Telecom Baku               | 22:25 | 25:22 | 25:20 | 26:24 |        |   |
| 08.02.2012 | Atom Trefl Sopot          | 1:3   | Telecom Baku               | 25:21 | 14:25 | 20:25 | 20:25 | (6:15) |   |
| 01.02.2012 | Dresdner SC               | 0:3   | Dinamo Kazań               | 12:25 | 20:25 | 13:25 |       |        |   |
| 08.02.2012 | Dresdner SC               | 0:3   | Dinamo Kazań               | 22:25 | 16:25 | 16:25 |       |        |   |
| 01.02.2012 | Voléro Zurych             | 1:3   | Azerrail Baku              | 19:25 | 25:22 | 24:26 | 16:25 |        |   |
| 08.02.2012 | Voléro Zurych             | 0:3   | Azerrail Baku              | 17:25 | 18:25 | 14:25 |       |        |   |
| 02.02.2012 | Muszynianka Fakro Muszyna | 0:3   | RC Cannes                  | 19:25 | 18:25 | 19:25 |       |        |   |
| 07.02.2012 | Muszynianka Fakro Muszyna | 0:3   | RC Cannes                  | 22:25 | 18:25 | 16:25 |       |        |   |
| 02.02.2012 | Eczacıbaşı VitrA Stambuł  | 1:3   | Vakifbank TTelekom Stambuł | 22:25 | 21:25 | 25:20 | 20:25 |        |   |
| 08.02.2012 | Eczacıbaşı VitrA Stambuł  | 2:3   | Vakifbank TTelekom Stambuł | 25:20 | 22:25 | 25:22 | 21:25 | 15:13  |   |
| 02.02.2012 | Volley Bergamo            | 3:0   | Scavolini Pesaro           | 25:16 | 25:20 | 25:22 |       |        |   |
| 08.02.2012 | Volley Bergamo            | 3:1   | Scavolini Pesaro           | 25:14 | 24:26 | 25:17 | 27:25 |        |   |
| 01.02.2012 | MC-Carnaghi Villa Cortese | 3:2   | Dinamo Moskwa              | 25:20 | 25:18 | 18:25 | 23:25 | 15:12  |   |
| 08.02.2012 | MC-Carnaghi Villa Cortese | 3:0   | Dinamo Moskwa              | 15:25 | 22:25 | 23:25 |       |        |   |

#### 1/4 finału
| Data       | Drużyna 1                  | Wynik | Drużyna 2          | 1     | 2     | 3     | 4     | 5             | * |
| ---------- | -------------------------- | ----- | ------------------ | ----- | ----- | ----- | ----- | ------------- | - |
| 22.02.2012 | Telecom Baku               | 0:3   | Fenerbahçe Stambuł | 13:25 | 24:26 | 19:25 |       |               |   |
| 29.02.2012 | Telecom Baku               | 0:3   | Fenerbahçe Stambuł | 20:25 | 17:25 | 20:25 |       |               |   |
| 22.02.2012 | Dinamo Kazań               | 3:0   | Azerrail Baku      | 21:25 | 23:25 | 11:25 |       |               |   |
| 28.02.2012 | Dinamo Kazań               | 0:3   | Azerrail Baku      | 21:25 | 23:25 | 11:25 |       | (15:10)       |   |
| 23.02.2012 | Vakifbank TTelekom Stambuł | 3:0   | RC Cannes          | 25:23 | 25:21 | 25:11 |       |               |   |
| 01.03.2012 | Vakifbank TTelekom Stambuł | 2:3   | RC Cannes          | 25:19 | 14:25 | 25:16 | 21:25 | 15:17 (16:18) |   |
| 23.02.2012 | MC-Carnaghi Villa Cortese  | 3:1   | Volley Bergamo     | 23:25 | 25:16 | 25:11 | 25:22 |               |   |
| 29.02.2012 | MC-Carnaghi Villa Cortese  | 2:3   | Volley Bergamo     | 24:26 | 27:25 | 18:25 | 25:20 | 16:18         |   |

### Turniej finałowy
Baku

#### Półfinały
| Data       | Drużyna 1          | Wynik | Drużyna 2                 | 1     | 2     | 3     | 4     | 5 | * |
| ---------- | ------------------ | ----- | ------------------------- | ----- | ----- | ----- | ----- | - | - |
| 24.03.2012 | RC Cannes          | 3:1   | MC-Carnaghi Villa Cortese | 25:17 | 26:24 | 27:29 | 25:15 |   |   |
| 24.03.2012 | Fenerbahçe Stambuł | 3:1   | Dinamo Kazań              | 17:25 | 25:23 | 25:17 | 25:18 |   |   |

#### Mecz o 3. miejsce
| Data       | Drużyna 1    | Wynik | Drużyna 2                 | 1     | 2     | 3     | 4     | 5 | * |
| ---------- | ------------ | ----- | ------------------------- | ----- | ----- | ----- | ----- | - | - |
| 25.03.2012 | Dinamo Kazań | 3:1   | MC-Carnaghi Villa Cortese | 25:13 | 25:17 | 24:26 | 25:23 |   |   |

#### Finał
| Data       | Drużyna 1          | Wynik | Drużyna 2 | 1     | 2     | 3     | 4 | 5 | * |
| ---------- | ------------------ | ----- | --------- | ----- | ----- | ----- | - | - | - |
| 25.03.2012 | Fenerbahçe Stambuł | 3:0   | RC Cannes | 25:14 | 25:22 | 25:20 |   |   |   |

## Klasyfikacja końcowa
| Miejsce | Drużyna                   |
| ------- | ------------------------- |
| złoto   | Fenerbahçe Stambuł        |
| srebro  | RC Cannes                 |
| brąz    | Dinamo Kazań              |
| 4.      | MC-Carnaghi Villa Cortese |